# Flore Vandenhoucke
Flore Vandenhoucke (* 15. März 1995 in Ronse) ist eine belgische Badmintonspielerin.

## Karriere
Vandenhoucke kam über ihren Vater, der Vorsitzender eines Badmintonvereins war, zu dem Sport, wechselte mit vierzehn Jahren an eine Sportschule und gab 2011 ihr internationales Debüt bei den Dutch Juniors. Bei den Belgischen Juniorenmeisterschaften siegte Vandenhoucke 2013 an der Seite von Ine Lanckriet im Doppel. Erste Aufmerksamkeit konnte sie im Erwachsenenbereich bei den Slovak International auf sich ziehen, als sie mit Stephanie van Wel Dritte wurde. Im Folgejahr konnte sie bei den Hungarian International und Slovak International Podiumsplatzierungen mit Steffi Annys im Damendoppel erspielen und ins Endspiel der Riga International einziehen. Neben einem dritten Platz bei den Romanian International gewann Vandenhoucke 2015 zum ersten Mal bei einem internationalen Wettkampf, den Greece International und wurde im Damendoppel und Gemischten Doppel nationale Meisterin. Außerdem vertrat sie Belgien bei den Europaspielen, wo sie ins Viertelfinale einziehen konnte.
2016 stand Vandenhoucke zum ersten Mal auch im Dameneinzel auf dem Podest, als sie bei den Latvia International Dritte wurde, und verteidigte an der Seite von Lianne Tan ihren Titel bei der Belgischen Meisterschaft. Mit ihrer neuen Spielpartnerin fürs Damendoppel, Lise Jaques, konnte Vandenhoucke 2017 sowohl bei den Bulgarian International als auch den Welsh International triumphieren und zum dritten Mal in Folge nationale Meisterin werden. Im nächsten Jahr erzielte sie vier weitere Platzierungen unter den besten Drei, verteidigte erneut ihren Damendoppel-Titel bei der belgischen Meisterschaft und siegte im Mixed mit Matijs Dierickx. Bei der ersten Austragung der German International im Jahr 2019 gewann Vandenhoucke im Damendoppel an der Seite von Jaques, mit der sie erneut bei der nationalen Meisterschaft im Damendoppel triumphierte. Das Duo trat außerdem bei den Europaspielen in Minsk an, scheiterte dort jedoch in der Gruppenphase. 2020 siegte sie erneut bei der Belgischen Meisterschaft und erspielte im Folgejahr ihren siebten nationalen Titel im Damendoppel in Folge. Auch 2022 wurde sie mit Jaques belgische Meisterin.

## Sportliche Erfolge
| Jahr | Veranstaltung                        | Platz | Disziplin   | Spielpartner        |
| ---- | ------------------------------------ | ----- | ----------- | ------------------- |
| 2013 | Belgische Juniorenmeisterschaft 2013 | 1.    | Damendoppel | Ine Lanckriet       |
| 2014 | Riga International 2014              | 2.    | Mixed       | Nick Marcoen        |
| 2014 | Belgische Meisterschaft 2014         | 2.    | Damendoppel | Sabine Devooght     |
| 2015 | Greece International 2015            | 1.    | Damendoppel | Steffi Annys        |
| 2015 | Belgische Meisterschaft 2015         | 1.    | Damendoppel | Steffi Annys        |
| 2015 | Belgische Meisterschaft 2015         | 1.    | Mixed       | Nick Marcoen        |
| 2016 | Belgische Meisterschaft 2016         | 1.    | Damendoppel | Lianne Tan          |
| 2016 | Belgische Meisterschaft 2016         | 2.    | Dameneinzel |                     |
| 2017 | Bulgarian International 2017         | 1.    | Damendoppel | Lise Jaques         |
| 2017 | Welsh International 2017             | 1.    | Damendoppel | Lise Jaques         |
| 2017 | Belgische Meisterschaft 2017         | 1.    | Damendoppel | Lise Jaques         |
| 2017 | Belgische Meisterschaft 2017         | 2.    | Dameneinzel |                     |
| 2018 | Belgische Meisterschaft 2018         | 1.    | Damendoppel | Lise Jaques         |
| 2018 | Belgische Meisterschaft 2018         | 1.    | Mixed       | Matijs Dierickx     |
| 2019 | German International 2019            | 1.    | Damendoppel | Lise Jaques         |
| 2019 | Belgische Meisterschaft 2019         | 1.    | Damendoppel | Lise Jaques         |
| 2019 | Belgische Meisterschaft 2019         | 2.    | Mixed       | Jona van Nieuwkerke |
| 2020 | Belgische Meisterschaft 2020         | 1.    | Damendoppel | Lise Jaques         |
| 2021 | Belgische Meisterschaft 2021         | 1.    | Damendoppel | Lise Jaques         |
| 2021 | Belgische Meisterschaft 2021         | 2.    | Mixed       | Rowan Scheurkogel   |
| 2021 | Belgische Meisterschaft 2021         | 2.    | Dameneinzel |                     |
| 2022 | Belgische Meisterschaft 2022         | 1.    | Damendoppel | Lise Jaques         |
| 2022 | Belgische Meisterschaft 2022         | 2.    | Mixed       | Marijn Put          |
| 2023 | Belgische Meisterschaft 2023         | 2.    | Damendoppel | Clara Lassaux       |